# Aron Karlsson
Karl Aron Valfrid Karlsson, född 1 juli 1867 i Veta församling, Östergötlands län, död 19 juli 1942 i Grebo församling, Östergötlands län, var en svensk präst.

## Biografi
Aron Karlsson föddes 1867 i Veta socken. Han var son till arrendatorn Karl Alfred Andersson och Klara Johansdotter i Svås. Karlsson studerade i Linköping och blev höstterminen 1887 student vid Uppsala universitet. Han avlade teologisk-filosofisk examen 28 maj 1889, teoretisk-teologisk examen 15 september 1892, folkskollärarexamen 15 maj 1893 och praktisk teologiexamen 20 maj 1893. Karlsson prästvigdes 6 juni 1893 i Västerås domkyrka och blev predikant vid Allmänna sjukhuset och Lenningska sjukhemmet i Norrköping 1 maj 1898. Han blev 1900 komminister i Värna församling, Grebo pastorat, tillträdde 1901 och blev 11 november 1910 kyrkoherde i Grebo församling, tillträde 1911. Han blev 1923 kontraktsprost i Bankekinds kontrakt. Karlsson avled 1942 i Grebo socken.

### Familj
Karlsson gifte sig 28 oktober 1901 med Ella Ullman (1867–1939), dotter till kyrkoherden Johan Magnus Fredrik Ullman i Röks församling. De fick tillsammans dottern Elisabet Gunilla Karlsson (1902–1987).